# Вільям Бок

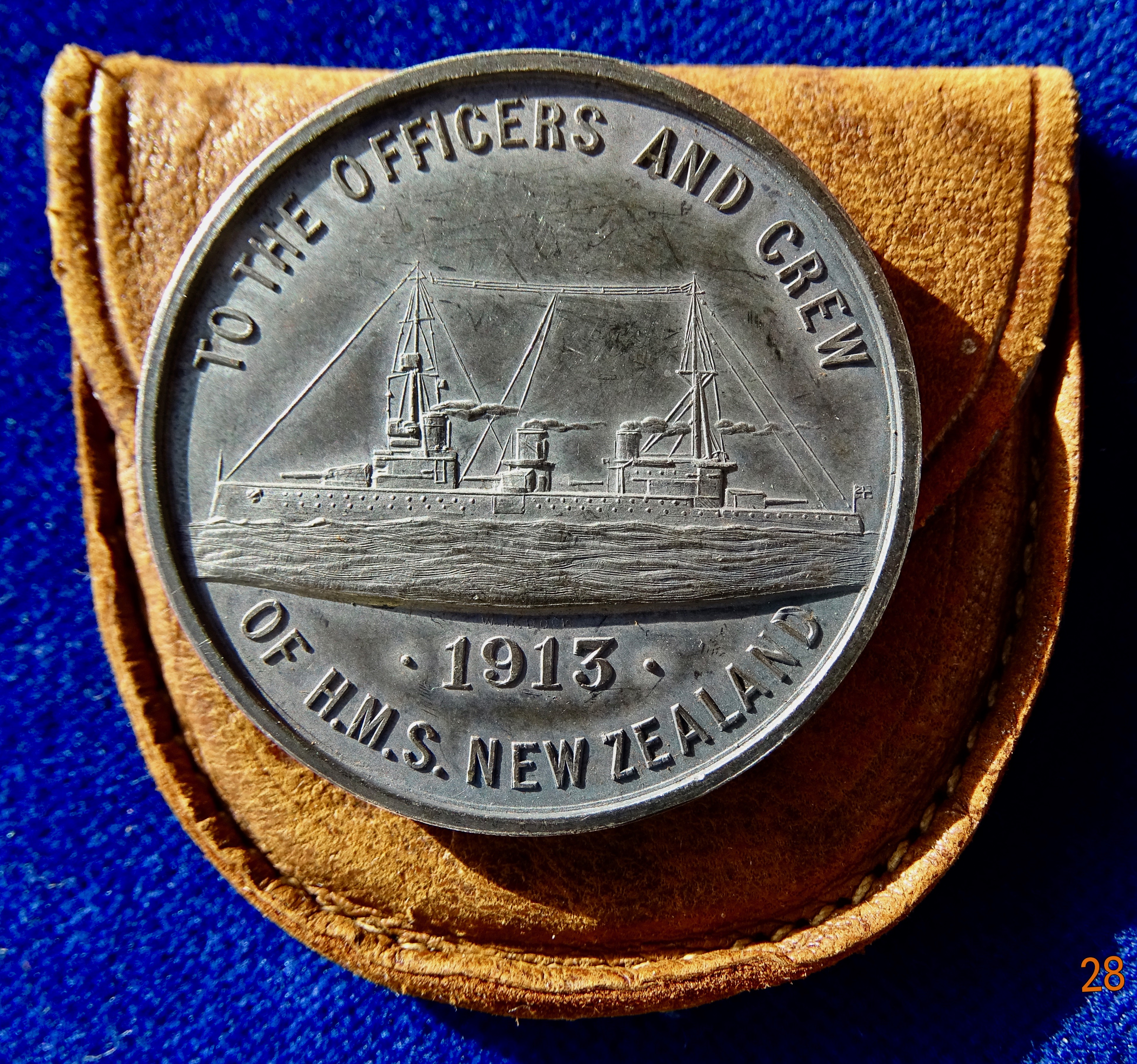
HMS New Zealand 1913 на аверсі його медалі

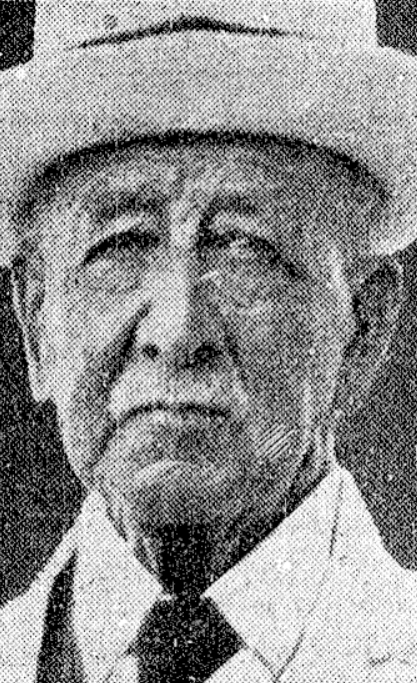
В. Р. Бок у 1928 році

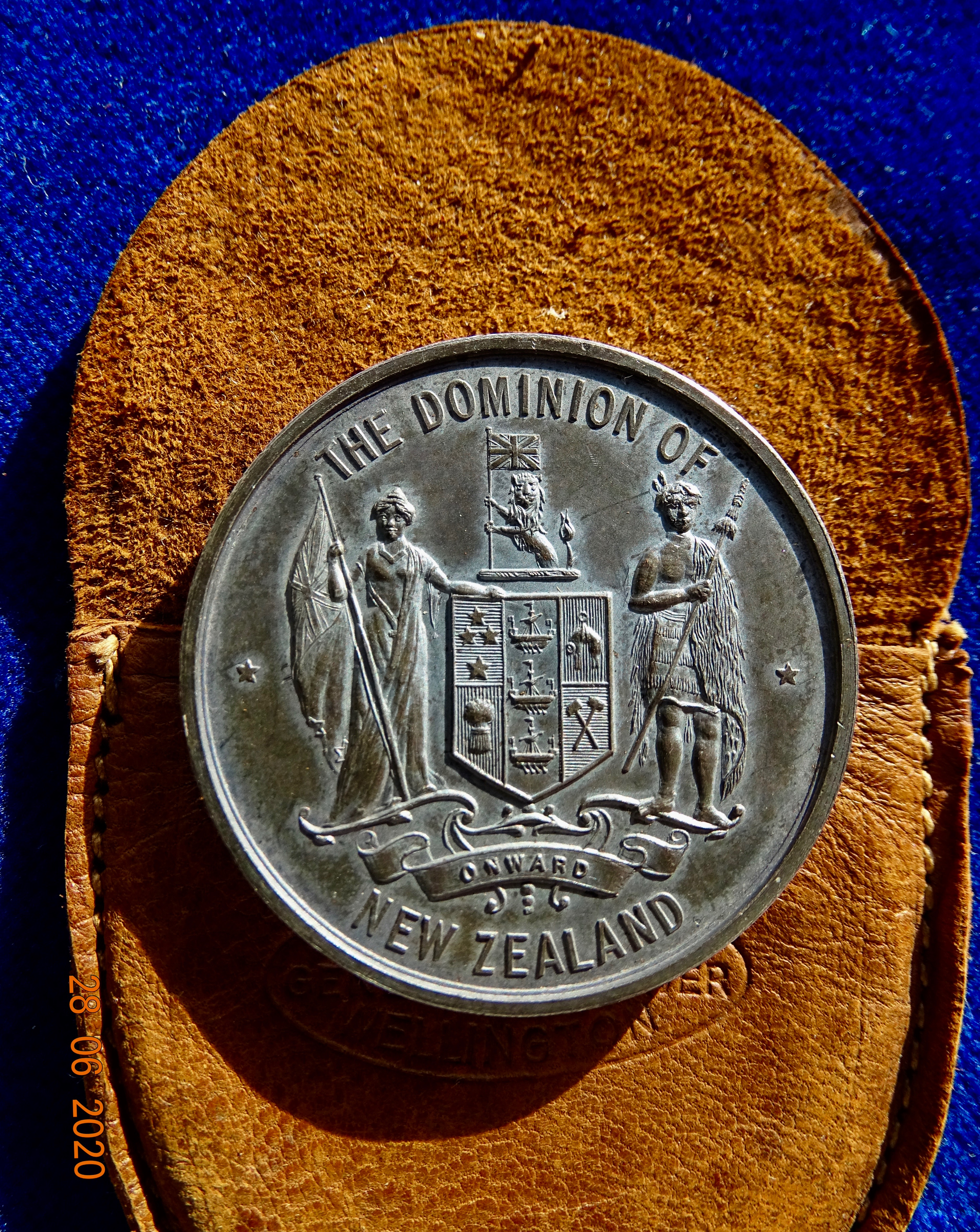
На реверсі цієї медалі зображено герб домініону Нової Зеландії

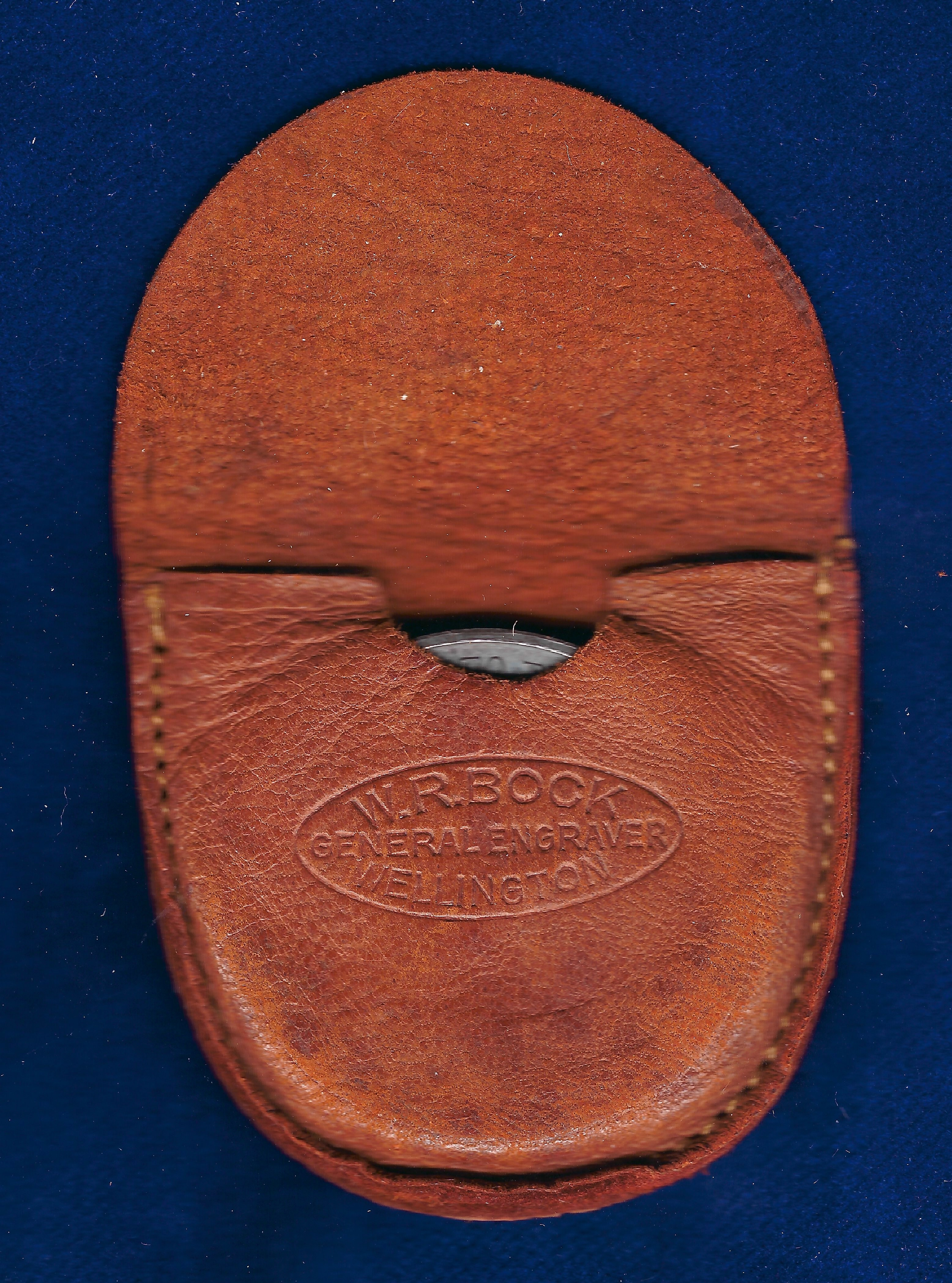
Підсумок для медалей із тисненням бізнес-логотипу Bock

Вільям Роуз Бок (5 січня 1847 – 3 серпня 1932) — Вільям був новозеландський гравером, дизайнером медалей, ілюмінатором, дизайнером марок, літографом і видавцем.
Бок народився в Гобарті, Тасманія ,  його тато Томас Бок був видатним гравером, літографом і дагерротипістом, він мав велике значення для його картин тасманійських аборигенів.  Вільям виїхав до Нової Зеландії в 1868 році, осів у Веллінгтоні . У 1870-х роках він був головним у дизайні і підготовці штампів для перших фіскальних і поштових марок, які повністю виготовлялися в Новій Зеландії. 
У 1878 році Бок відкрив свою справу в Веллінгтоні, Нова Зеландія, спочатку з Генрі Елліотом, потім з Альфредом Ернестом Казенсом . Його фірма Bock and Cousins опублікувала «Художній альбом флори Нової Зеландії» Сари Фітон та її чоловіка Едварда Фітона в 1889 році.  Це була найперша повністю кольорова книга, надрукована в Новій Зеландії.  Він розробив та ілюмінував багато офіційних звернень до членів королівської родини.  Він був розробником медалі. Пізніше жителі міста Окленд подарували офіцерам і екіпажу HMS New Zealand під час візиту лінкора до Окленда в 1913 році.

Ще митець полюбляв грати у крикет, він навіть представляв Веллінгтон у незначних матчах у 1870-х роках. Через деякий час став арбітром . Він був суддею восьми першокласних матчів з крикету в Веллінгтоні в період 1909 і 1928 роками. Цікаво, що йому виповнилося 80 років за день до його останнього матчу між Веллінгтоном і Отаго на Basin Reserve .  Він став єдиним відомим вісімдесятирічний чоловік, який виступав суддею в першокласному матчі з крикету.  Він також був співаком, особливо активно виступав у хорах аж до самої смерті. 
1. ↑  William Bock. ESPN Cricinfo. Процитовано 18 лютого 2020.
2. 1 2  William Rose Bock. Dictionary of New Zealand Biography. Міністерство культури Нової Зеландії. Процитовано 23 квітня 2017.
3. ↑  Sampson, F. Bruce (1985). Early New Zealand botanical art. Auckland: Reed Methuen. ISBN 047400015X.
4. ↑  Bock, William Rose (1847-1932). Trove. Процитовано 8 травня 2019.
5. 1 2  Mr. W. R. Bock. New Zealand Herald: 12. 6 серпня 1932.
6. ↑  William Bock as Umpire in First-Class Matches. CricketArchive. Процитовано 8 травня 2019.
7. ↑  Are R Ashwin's 362 wickets the most after 70 Tests?. ESPN Cricinfo. Процитовано 18 лютого 2020.